# Fröknarna von Pahlen
Fröknarna von Pahlen är en romansvit i sju delar skriven av Agnes von Krusenstjerna. Böckerna utkom mellan åren 1930 och 1935. De olika delarna heter Den blå rullgardinen, Kvinnogatan, Höstens skuggor, Porten vid Johannes, Älskande par, Bröllop på Ekered och Av samma blod. Romansvitens två huvudfigurer heter Petra och Angela von Pahlen, och genom de sju böckerna får vi följa dessa två kvinnor och fler medlemmar ur ätten von Pahlen och även andra människor som har anknytning till dem. Romansviten ledde med sina öppna sexuella skildringar till Krusenstjernafejden. Böckerna filmatiserades 1964 under namnet Älskande par med Mai Zetterling som regissör.

## Krusenstjernafejden
Sviten om fröknarna von Pahlen skapade stor kontrovers i Sverige i och med att de öppet behandlade sexuella teman och även homosexualitet. Detta ledde till vad som kom att kallas Krusenstjernafejden, eller von Pahlenfejden. Krusenstjernafejden pågick under två år (1933–1935) och var en allmän kamp om litteraturens och diktningens relation gentemot de etiska och moraliska normerna som var gällande i dåtidens samhälle.
Bonniers som hade varit von Krusenstjernas förläggare sedan debuten, refuserade den fjärde delen av sviten, Porten vid Johannes. Fram till dess hade det förefallit vara en relativt normal familjeroman(serie), men i fjärde delen blir de sexuella motiven tydligare samtidigt som satir mot homosexualitet och krigisk nationalism tar stor plats. Bonniers begärde strykningar; en del av de aktuella satiriska avsnitten hade med stor sannolikhet författats av David Sprengel, och de avviker stilistiskt och psykologiskt från verket som helhet. von Krusenstjerna vägrade godta några strykningar (genom sitt ombud Sprengel), och romanen erbjöds till det nystartade, kulturradikala förlaget Spektrum.
När Porten vid Johannes kom ut i slutet av 1933 möttes den av en ihållande tystnad i pressen. Karin Boye var den första som tog upp boken, och hon påpekade samtidigt att man uppenbarligen försökte tiga ihjäl den. Därmed kunde debatten ta fart. Spektrum passade samtidigt på att trycka en olicensierad extraupplaga av delarna 4 och 5, för vilken man aldrig ersatte författaren; den kom att sälja betydligt bättre än den legala upplagan.
I konflikten hade von Krusenstjerna bland annat stöd av diktarna Eyvind Johnson, Johannes Edfelt, Elmer Diktonius och inte minst Boye, som drog paralleller till den censur som rådde mot viss litteratur i Nazityskland. Krusenstjerna hade också stöd av journalisten och liberalen Torgny Segerstedt.
Krusenstjernafejden nådde sin klimax 1935 på den diktarkonferens som hölls i Sigtuna, där ett av diskussionsämnena var diktning och moral. Centrala aspekter i fejden som helhet var kvinnors rättighet att verbalt uttrycka sig fritt och kampen kring en friare sexualmoral.

## Romansviten

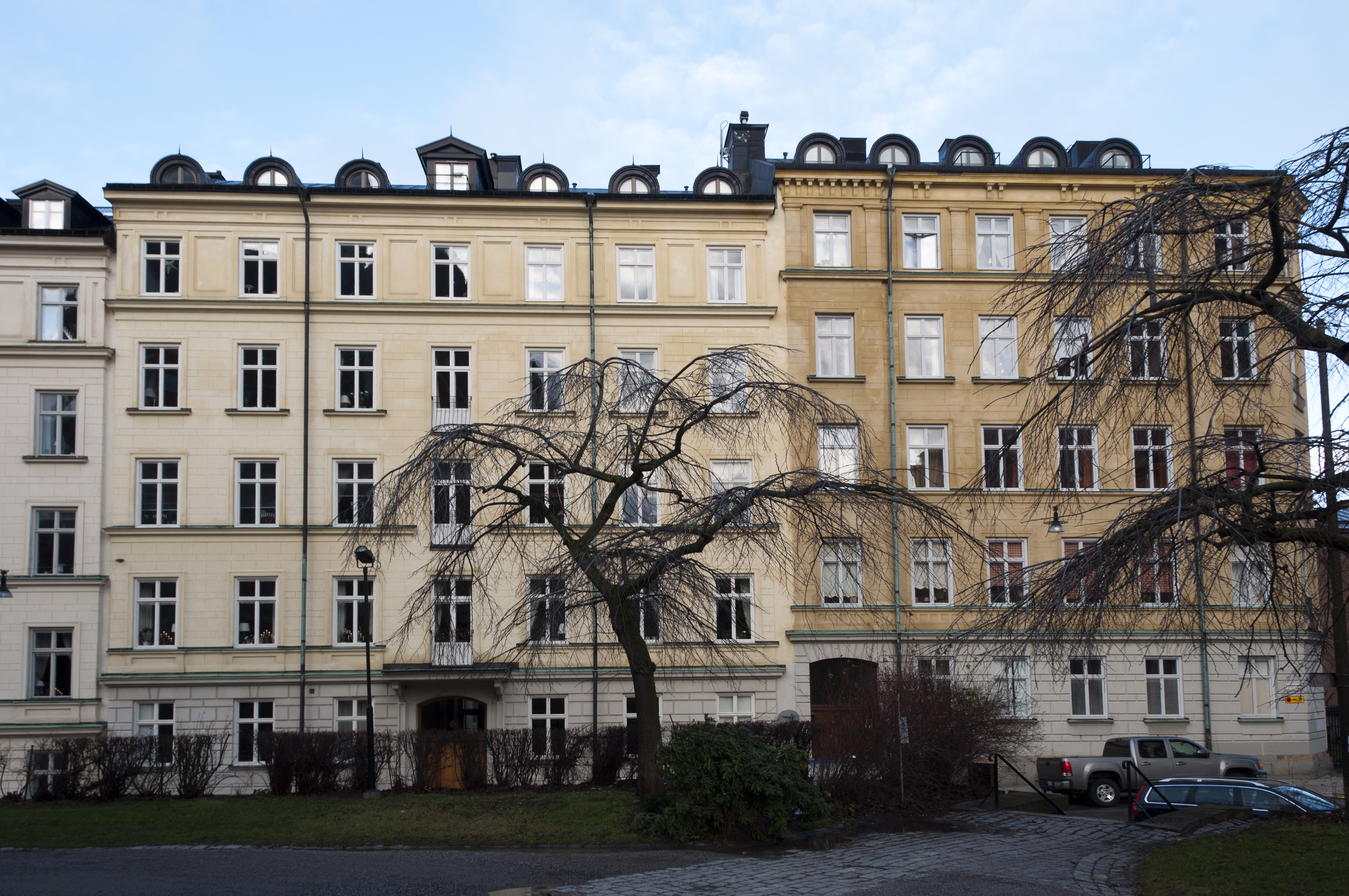
Fröknarna von Pahlens fiktiva våning på Kammakargatan 4 (porten t.h.) vid Johannes kyrka

### Den blå rullgardinen(1)
Angela von Pahlen är elva år och har precis blivit föräldralös; någon i hennes släkt måste ta hand om henne. Hennes båda farbröders fruar, Lilian von Pahlen och Betty von Pahlen, vill åta sig ansvaret, men det slutar med att flickans ogifta faster, den 27-åriga Petra von Pahlen, blir Angelas fostermor. Så kommer det sig att Angela får bo på Eka herrgård i Småland, där hon snart känner sig som hemma. Boken är mycket en barndomsskildring av Angelas tid som ung flicka.
Genom bokens gång växer Angela upp och är i slutet 14 år. Petra bestämmer sig för att de ska flytta upp till Stockholm, då Angela ska börja i en riktig skola. Tidigare har hon tillsammans med sina kusiner läst för guvernant, men har nu blivit för gammal för det.

### Kvinnogatan(2)
Året är 1911. Angela von Pahlen har slutat skolan i ett privat läroverk i Stockholm och ska skickas i väg till en hushållsskola vid namn Prästkragen, där hon ska lära sig kvinnosysslor som man bör kunna i det kommande vuxenlivet. Under sin vistelse på hushållsskolan lär Angela känna Stanny Landborg och de kommer snabbt nära varandra. Boken skildrar Angelas tid på hushållsskolan och de människor hon möter och vi får ta del av deras livshistorier. Efter en tid borta bestämmer hon sig för att åka och hälsa på Petra, som flyttat tillbaka till Eka herrgård när Angela gick på hushållsskolan. När hon kommer tillbaka till Eka börjar hon fundera på om hon ska hoppa av hushållsskolan.

### Höstens skuggor(3)
Angela har bestämt sig för att inte åka tillbaka till hushållsskolan. Till det lilla samhället nere i Småland kommer en kringresande pastor, Josef Wahlbom. Han bestämmer sig för att stanna en tid för att sprida Guds ord. Han inackorderar sig hos arrendatorfamiljen på Eka herrgård. Arrendatorfrun Adèle blir förtjust i Josef och de inleder en intensiv sexuell förbindelse. 
I den här boken står Petra von Pahlens öde i centrum. Petra börjar för första gången lägga märke till sin arrendator Tord och inser att han är en intagande man och snart inleder de en liten ”romans”, då även arrendatorn har fattat tycke för Petra. Adèle luskar ut hur det ligger till och bestämmer sig för att hämnas på Petra, detta genom att slunga en sten i huvudet på henne när hon är ute på promenad. Petra blir liggande medvetslös och sjuk i feber och är nära döden, men efter några dygn vaknar hon upp.

### Porten vid Johannes(4)
Angela och Petra har flyttat tillbaka till Stockholm. Petras ungdomskärlek Thomas Meller kommer tillbaka till Sverige tillsammans med sin son. Hans äktenskap är inte lyckligt, och därför har hans fru, som vårdats på sanatorium i Schweiz, stannat kvar där trots att hon egentligen tillfrisknat. Thomas attraheras av Angela som påminner honom om den unga Petra, och ovetande om att Petra fortfarande älskar honom besvarar Angela hans känslor. Den besvikna Petra träffar vid några tillfällen Tage Ehrencreutz som uppvaktade henne i Den blå rullgardinen trots att han då var förlovad. Han nämner att han är på väg att skiljas men Petra inser snart att han bara är ute efter pengar.
Angela umgås mycket med kusin Paula, och via henne och hennes bror Stellan kommer Angela och Petra att röra sig en del i konstnärskretsar. Hans von Pahlen, Bettys make och Petras bror, har tagit sig till Stockholm för behandling av sin sjukdom, men tar slutligen sitt liv.

### Älskande par(5)
Den femte delen utspelar sig under sommaren 1914, till största delen midsommar, i Nynäshamn där Peter von Pahlen med familj - hustrun Lilian och barnen Stellan och Paula - har sommarnöje. Dit kommer Angela och Petra för att tillbringa sommaren. Även familjen Landborg har sommarnöje i grannskapet så Angela träffar sin goda väninna från hushållsskolan, Stanny. Dit kommer också Thomas Meller som gäst hos familjen Landborg. Han och Angela har ett förhållande hela sommaren. Även Stanny har en kort romans, med sin bror Bernhard. Skammen över förhållandet och insikten om att Bernhard inte älskar henne lika mycket som hon älskar honom leder till slut till att hon tar sitt liv. Mot slutet av sommaren bryter kriget ut i Europa, och Thomas med son lämnar Sverige för att förenas med sin fru. Vad han inte vet är att Angela väntar hans barn.

### Bröllop på Ekered(6)
Hösten 1914 flyttar Angela och Petra tillbaka till Eka för att tillsammans som en familj ta hand om Angelas barn. De vill dölja graviditeten så länge som möjligt, och tillbringar kvällarna tillsammans med att sy barnkläder. Adèle snokar som vanligt men kommer inte på deras hemlighet. Bernard Landborg betalar Stellan för att gifta sig med Frideborg som han gjort gravid. Samtidigt har greve af Sauss tröttnat på sin tillvaro med sina homosexuella pojkar och ber den rejäla Agda gifta sig med honom för att ”räddad honom”. Betty som är besviken på sonhustruns missfall och behöver något att göra erbjuder de båda brudparen att fira sina bröllop i Ekered. Det passar Lilian utmärkt eftersom hon inte tycker om Stellans giftermål. Det lilla samhället fylls under några dagar av alla bröllopsgäster, men blir tomt och lugnt när de reser. De flesta till Berlin.

### Av samma blod(7)
Adèle upptäcker att Angela är gravid och sprider nyheten på bygden, först till Betty på Ekered innan Petra eller Angela. En kväll hittar Petra i ryggen på sin karmstol en dagbok skriven av hennes faster Laura (som hon ärvt gården Eka av). Petra sträckläser dagboken och får inte bara veta att Agda och Frideborg är halvsystrar, utan att hon själv dessutom är halvsyster till Agda. Strax därefter kommer Agda och Frideborg till Eka. Efter otrevliga upplevelser i Berlin har de lämnat sina män. Frideborg är lat och bryr bara om sig själv, medan Agda däremot gärna sysselsätter sig med både att sy barnkläder och ta hand om hönsgården. Angela och Agda förälskar sig, vilket får Petra att sakna Angela. Arrendatorn Tord står till slut inte ut med sin fru Adèle och dödar henne. Petra förstår då att hon älskar honom och ger sig till honom innan han grips. Frideborg blir lugnare och mer omtänksam sedan hon fött en son. Angela söker sig tillbaka till Petra. När våren kommer föder hon en dotter.

## Personerna

### Ätten von Pahlen
- Petra – Peters, Hans och Hugos lillasyster. Ogift, bosatt på Eka herrgård i Småland. En av huvudpersonerna i romanserien.
- Peter – äldre bror till Petra, bosatt i Stockholm.
- Lillian – Peters fru.
- Stellan – Peters och Lillians son, homosexuell konstnär.
- Paula – Peters och Lillians dotter.
- Hans – bror till Petra och Peter, godsägare, bosatt på godset Ekered i Småland. Bor granne med sin syster Petra.
- Betty – Hans fru (judinna).
- Sven – Hans och Bettys äldste son.
- Gotthard – Hans och Bettys yngsta son.
- Edla – Hans och Bettys dotter. En begåvad flicka som i de senare romandelarna studerar vidare till lärarinna.
- Hugo – bror till Hans, Peter och Petra. Död sedan några år tillbaka när romansviten börjar. Hans dotter Angela kommer att tas om hand om av hans lillasyster Petra.
- Lucie – Hugos fru, även hon död.
- Angela – Föräldralös liten flicka som tas om hand av sin faster. En av huvudpersonerna i romanserien.
- Johan – lätt efterbliven man som bor i närheten av Eka herrgård. Nära släkting till Petra.

### Familjen Levin
- Benno Levin – far till Betty von Pahlen och Jacob Levin. Läkare, bosatt i Stockholm.
- Jacob Levin – bror till Betty von Pahlen. Driftig kvinnoläkare, som drömmer om ett eget förstklassigt förlossningshem.
- Sally Levin – Jacobs fru.

### Familjen Landborg
- Stanny – en flicka som Angela lär känna när hon är på hushållsskolan i Kvinnogatan.
- Bernhard – Stannys äldre bror som hon förälskar sig i.
- Isabella ”Isa” – Stannys och Bernhards elaka mor.
- Ola – gift med Isa och far till Stanny och Berhnard, bankdirektör, arbetar i Stockholm.

### Familjen Holmström
- Tord – Arrendator på Eka herrgård.
- Adèle – Tords fru, född Silfverstjerna. Ständigt missnöjd och illa omtyckt av de flesta.

### Familjen Meller
- Thomas – Upptäcktsresande i Sydamerika. Har varit borta i många år, men återvänder till Sverige 1914. Thomas och Petra von Pahlen har varit förlovade, men Thomas valde att utforska främmande land istället för att gifta sig och leva det borgerliga livet tillsammans med Petra. När han återvänder till Sverige förälskar han sig i Angela.
- Cecil – Thomas son.
- Ines – Thomas fru. Hon är sjuk och befinner sig på ett sanatorium i Schweiz.

### Familjen Macson
- Dora – Jacob Levins älskarinna. En vacker kvinna som många charmas av.
- Osborn – Doras man. Militär och idrottslärare.

### Andra personer
- Bell von Wenden – danslärarinna åt först Angela och Stanny, sedan Angela och Edla. Agdas älskarinna. Lesbisk femme fatale.
- Elsa Lindblom – Gammal skolkamrat med Petra, utbildad lärarinna. Kommer till Ekered som privatlärare för att undervisa Angela och hennes två kusiner Edla och Gotthard i Den blå rullgardinen.
- Agda Wising – tjänsteflicka på Ekered i Den blå rullgardinen, senare modell åt Stellan von Pahlen.
- Tage Ehrencreutz – syssling till Petra som uppvaktar henne i Den blå rullgardinen och Porten vid Johannes.
- Josef Wahlbom – kringresande pastor som i Höstens skuggor bor hos familjen Holmström och har ett sexuellt förhållande med Adèle.
- Frideborg – tjänsteflicka hos Lillian och Peter von Pahlen.
- Alexandra Vind-Frijs – syssling till Lillian von Pahlen. Ogift.
- Gusten Värnamo af Sauss – greve som umgås i Stellans kretsar.

## Utgivning
- Krusenstjerna, Agnes von (1930-1935). Fröknarna von Pahlen: roman. Stockholm: Bonnier. Libris 1490334
  -  1, Den blå rullgardinen. Stockholm: Bonnier. 1930. Libris 1490336. http://hdl.handle.net/2077/33558 – Fulltext hos Litteraturbanken
  -  2, Kvinnogatan. Stockholm: Bonnier. 1930. Libris 1490335. http://hdl.handle.net/2077/33525 – Fulltext hos Litteraturbanken
  -  3, Höstens skuggor. Stockholm: Bonnier. 1931. Libris 1490337. http://hdl.handle.net/2077/33530 – Fulltext hos Litteraturbanken
  -  4, Porten vid Johannes. Stockholm: Bonnier. 1933. Libris 1490340. http://hdl.handle.net/2077/33563 – Fulltext hos Litteraturbanken
  -  5, Älskande par. Stockholm: Bonnier. 1933. Libris 1490341. http://hdl.handle.net/2077/33573 – Fulltext hos Litteraturbanken
  -  6, Bröllop på Ekered. Stockholm: Spektrum. 1935. Libris 1490339. https://runeberg.org/paekered/ – Fulltext hos Litteraturbanken
  -  7, Av samma blod. Stockholm: Bonnier. 1935. Libris 1490338 – Fulltext hos Litteraturbanken